# Didamiškis
Didamiškis este o arie protejată (sit de importanță comunitară — SCI) din Lituania întinsă pe o suprafață de 169,92 ha, integral pe uscat.

## Localizare
Centrul sitului Didamiškis este situat la coordonatele 56°19′42″N 22°08′56″E / 56.3283°N 22.1489°E.

## Înființare
Situl Didamiškis a fost declarat sit de importanță comunitară în noiembrie 2022 pentru a proteja un număr necunoscut de specii din flora spontană și fauna sălbatică aflate în arealul zonei.

## Biodiversitate
Situată în ecoregiunea boreală, aria protejată conține 1 habitat natural: Taiga vestică.
La baza desemnării sitului se află un număr nedeclarat de specii protejate.